# Cercle Brugge in het seizoen 2009/10
Hieronder staan de statistieken en wedstrijden van de Belgische voetbalploeg Cercle Brugge in het seizoen 2009-2010.

## Resultaten
In de reguliere competitie eindigde Cercle op een 9de plaats met 38 punten. Door het nieuw ingestelde Play-Off systeem kwam Cercle uit in de Play-offs 2, waar het in groep A als derde eindigde met 7 punten. In de beker stootte Cercle door naar de finale, waar het tegen AA Gent verloor. Door de behaalde tweede plaats van AA Gent was Cercle reeds op voorhand al verzekerd van Europees voetbal in het seizoen 2010-2011.

## Spelerskern
| Naam                      | Positie | Nationaliteit            | Rugnummer | Contract tot |
| ------------------------- | ------- | ------------------------ | --------- | ------------ |
| Bram Verbist              | GK      | Vlag van België          | 25        | 2012         |
| Rubin Dantschotter        | GK      | Vlag van België          | 1         | 2010         |
| Jo Coppens                | GK      | Vlag van België          | 39        | 2014         |
| Igor Gjuzelov             | V       | Vlag van Noord-Macedonië | 20        | 2011         |
| Anthony Portier           | V       | Vlag van België          | 3         | 2012         |
| Denis Viane               | V       | Vlag van België          | 7         | 2012         |
| Dejan Kelhar              | V       | Vlag van Slovenië        | 16        | 2011         |
| Bernt Evens               | V       | Vlag van België          | 4         | 2012         |
| Frederik Boi              | VM      | Vlag van België          | 12        | 2013         |
| Hans Cornelis             | V       | Vlag van België          | 8         | 2012         |
| Honour Gombami            | M       | Vlag van Zimbabwe        | 5         | 2012         |
| Vusumuzi "Prince" Nyoni   | M       | Vlag van Zimbabwe        | 22        | 2012         |
| Serhij Serebrennikov      | M       | Vlag van Oekraïne        | 14        | 2013         |
| Tony Sergeant             | M       | Vlag van België          | 17        | 2012         |
| Jonas Buyse               | M       | Vlag van België          | 23        | 2013         |
| Lukas Van Eenoo           | M       | Vlag van België          | 24        | 2013         |
| Arnar Viðarsson           | M       | Vlag van IJsland         | 6         | 2011         |
| Reynaldo dos Santos Silva | M       | Vlag van Brazilië        | 18        | 2010         |
| Kevin Packet              | M       | Vlag van België          | 26        |              |
| Karel Van Roose           | M       | Vlag van België          | 28        | 2012         |
| Oleg Iachtchouk           | A       | Vlag van Oekraïne        | 9         | 2013         |
| Dominic Foley             | A       | Vlag van Ierland         | 15        | 2012         |
| Wang Yang                 | A       | Vlag van China           | 11        | 2010         |
| Bojan Božović             | A       | Vlag van Montenegro      | 10        | 2011         |
| Jelle Vossen              | A       | Vlag van België          | 21        | 2010         |
| Olivier Claessens         | A       | Vlag van België          | 19        | 2010         |
| Olivier Mukendi           | A       | Vlag van Congo-Kinshasa  | 2         | 2010         |

### Uitgeleende spelers
- Iwein Catteeuw (KVK Ieper) - contract bij Cercle tot 2011[3]
- Jelle Schotte (KV Woluwe-Zaventem) - contract bij Cercle tot 2010[4]
- Cedric Vanhee (KVV Coxyde) - contract bij Cercle tot 2010, met optie[5]
- Sam Devinck (FCV Dender) - contract bij Cercle tot 2010

## Transfers

### Transfers in het tussenseizoen (juni-augustus 2009) en in de heenronde
IN :
- Rubin Dantschotter (was uitgeleend aan SK Beveren)
- Bojan Božović (Kaposvári Rákóczi FC)[6]
- Bernt Evens (Club Brugge)[7]
- Hans Cornelis (Racing Genk)[8]
- Jelle Vossen (Racing Genk) op huurbasis voor 1 jaar[8]
- Olivier Claessens (Racing Mechelen)[9]

UIT:
- Patrick Lane (einde contract)
- Wouter Artz (FC Volendam)[10]
- Jimmy De Wulf (Enosis Neon Paralimni)
- Felix Reuse (KV Woluwe-Zaventem)[11]
- Iwein Catteeuw (KVK Ieper, op uitleenbasis)
- Kanu (terug naar RSC Anderlecht)
- Kristof Snelders (SK Beveren)
- Jelle Schotte (KV Woluwe-Zaventem, op uitleenbasis)[12]
- Nicolas Vandille (KM Torhout)[13]
- Dwight Wille (KVV Coxyde)[14]
- Bram Vandenbussche (KSV Roeselare)[15]
- Cedric Vanhee (KVV Coxyde, op uitleenbasis)
- Stijn De Smet (AA Gent)[16]
- Thomas Buffel (Racing Genk)[8]

### Transfers in de winterstop (januari 2010) en in de terugronde
IN:
- Reynaldo dos Santos Silva (Anderlecht, op uitleenbasis)[17]
- Olivier Mukendi (Anderlecht, op uitleenbasis)[18]

UIT:
- Sam Devinck (FCV Dender, op uitleenbasis)[19]

## Technische staf

### Trainersstaf
- Glen De Boeck (technisch directeur)
- Ronny Desmedt (assistent-trainer)
- Lorenzo Staelens (assistent-trainer)
- Wim Langenbick (fysiek trainer)
- Danny Vandevelde (keepertrainer)

### Medische staf
- Albert Van Osselaer (kine)
- Geert Leys (kine)

### Scouting
- Patrick Rotsaert (hoofdscout)

### Omkadering
- Yves Perquy (hoofdafgevaardigde)
- Johan Mestdagh (materiaalmeester en afgevaardigde)

## Programma
Bron:

### Oefenwedstrijden
| datum    | thuisploeg         | bezoekers         | score | doelpunten Cercle                                 | opmerkingen                                                   |
| -------- | ------------------ | ----------------- | ----- | ------------------------------------------------- | ------------------------------------------------------------- |
| 24/06/09 | KWS Oudenburg      | Cercle Brugge     | 0-4   | Buyse, De Smet, Wang, Gombami                     |                                                               |
| 27/06/09 | KSC Blankenberge   | Cercle Brugge     | 0-4   | Packet, Sergeant, Serebrennikov (pen.), Van Eenoo |                                                               |
| 30/06/09 | FC Izegem          | Cercle Brugge     | 2-1   | Sergeant                                          |                                                               |
| 03/07/09 | RC Waregem         | Cercle Brugge     | 0-5   | Iachtchouk, Bozovic (2), De Smet (2)              | Deze wedstrijd wordt gespeeld op het terrein van FC Veldegem  |
| 15/07/09 | Cercle Brugge      | SV Zulte Waregem  | 0-4   | Roelandts, Waeghe, Van Nieuwenhuyze, Buysse       | Deze wedstrijd wordt gespeeld op het terrein van KVV Coxyde   |
| 18/07/09 | Cercle Brugge      | Red Star Waasland | 0-1   |                                                   | Deze wedstrijd wordt gespeeld op het terrein van FC Varsenare |
| 21/07/09 | Cercle Brugge      | SK Beveren        | 1-0   | Buffel                                            | Deze wedstrijd wordt gespeeld op het terrein van KSV Jabbeke  |
| 04/09/09 | SWI Harelbeke      | Cercle Brugge     | 0-8   |                                                   |                                                               |
| 08/09/09 | Alemannia Aachen   | Cercle Brugge     | 3-1   | Sergeant                                          |                                                               |
| 13/11/09 | Standaard Wetteren | Cercle Brugge     | 1-1   | Packet                                            |                                                               |
| 08/05/10 | FC Dordrecht       | Cercle Brugge     | 2-0   |                                                   |                                                               |

### Competitiewedstrijden

#### Reguliere competitie
| datum    | speeldag | thuisploeg          | bezoekers           | score | doelpunten                                                         | puntenaantal Cercle | opmerkingen |
| -------- | -------- | ------------------- | ------------------- | ----- | ------------------------------------------------------------------ | ------------------- | --- |
| 02/08/09 | 1        | Cercle Brugge       | KAA Gent            | 1-3   | Foley 1-0; Ljubijankic 1-1; De Smet 1-2; Maric 1-3                 | 0                   | |
| 08/08/09 | 2        | RSC Anderlecht      | Cercle Brugge       | 3-2   | Suarez 1-0; Portier 1-1; Boi (o.g.) 2-1; Boussoufa 3-1; Buffel 3-2 | 0                   | |
| 15/08/09 | 3        | Cercle Brugge       | SV Zulte Waregem    | 2-2   | Chevalier 0-1, Berrier 0-2, Iachtchouk 1-2 (pen.), Foley 2-2.      | 1                   | |
| 22/08/09 | 4        | Excelsior Moeskroen | Cercle Brugge       | 0-1   | Foley 0-1                                                          | 1                   | Alle uitslagen van Moeskroen worden geschrapt wegens 3x forfait van de club.                                                                             |
| 29/08/09 | 5        | Cercle Brugge       | Club Brugge KV      | 2-3   | Iachtchouk 1-0, Buffel 2-0, Sonck 2-1, Akpala 2-2, Sonck 2-3       | 1                   | |
| 12/09/09 | 6        | Sporting Charleroi  | Cercle Brugge       | 0-4   | Serebrennikov 0-1 (pen.), Iachtchouk 0-2, Vossen 0-3, Vossen 0-4   | 4                   | |
| 19/09/09 | 7        | Cercle Brugge       | Germinal Beerschot  | 1-2   | Mac-Donald 0-1, Haroun 0-2, Vossen 1-2                             | 4                   | |
| 23/09/09 | 8        | Standard Luik       | Cercle Brugge       | 1-1   | Jovanovic 1-0, Evens 1-1                                           | 5                   | |
| 28/09/09 | 9        | Cercle Brugge       | KV Mechelen         | 1-0   | Vossen 1-0 (pen.)                                                  | 8                   | |
| 03/10/09 | 10       | SV Roeselare        | Cercle Brugge       | 3-2   | Dissa 1-0, Boi 1-1, Evens 1-2, Vidarsson 2-2, Dissa 3-2            | 11                  | |
| 17/10/09 | 11       | Sporting Lokeren    | Cercle Brugge       | 1-1   | Carević 1-0, Božović 1-1                                           | 9                   | |
| 24/10/09 | 12       | Cercle Brugge       | KV Kortrijk         | 1-1   | Portier 1-0, Portier 1-1 (own)                                     | 10                  | |
| 31/10/09 | 13       | KRC Genk            | Cercle Brugge       | 2-0   | Ongunjimi 1-0, Foley (o.g.) 2-0                                    | 10                  | |
| 07/11/09 | 14       | Cercle Brugge       | VC Westerlo         | 2-1   | Dekelver 0-1, Bozovic 1-1 Serebrennikov 2-1                        | 13                  | |
| 21/11/09 | 15       | Sint-Truidense VV   | Cercle Brugge       | 1-1   | Delorge 1-0, Nyoni 1-1                                             | 14                  | |
| 28/11/09 | 16       | AA Gent             | Cercle Brugge       | 3-1   | Maric 1-0 (pen.), Rosales 2-0, Iachtchouk 2-1 Thijs 3-1            | 14                  | |
| 06/12/09 | 17       | Cercle Brugge       | RSC Anderlecht      | 1-3   | Legear 0-1, Boussoufa 0-2 (pen), Iachtchouk, 1-2, Frutos 1-3       | 14                  | |
| 13/12/09 | 18       | SV Zulte Waregem    | Cercle Brugge       | 1-0   | Chevalier 1-0                                                      | 14                  | |
| 19/12/09 | 19       | Cercle Brugge       | Excelsior Moeskroen | 5-0   |                                                                    | 14                  | Moeskroen gaf forfait omdat het niet genoeg spelers bereid tot spelen vond. Alle uitslagen van Moeskroen worden geschrapt wegens 3x forfait van de club. |
| 26/12/09 | 20       | Club Brugge         | Cercle Brugge       | 2-1   | Iachtchouk 0-1, Geraerts 1-1, Sonck 2-1                            | 14                  | |
| 29/12/09 | 21       | Cercle Brugge       | Standard Luik       | 2-0   | Foley 1-0, Cornelis 2-0                                            | 17                  | |
| 17/01/10 | 22       | Germinal Beerschot  | Cercle Brugge       | 1-4   | Vossen 0-1, Foley 0-2, Dosunmu 1-2, Kelhar 1-3, Foley 1-4          | 20                  | |
| 30/01/10 | 24       | KV Mechelen         | Cercle Brugge       | 1-2   | Destorme 1-0, Foley 1-1, Reynaldo 1-2                              | 23                  | |
| 06/02/10 | 25       | Cercle Brugge       | SV Roeselare        | 2-0   | Sergeant 1-0, Reynaldo 2-0                                         | 26                  | |
| 20/02/10 | 27       | KV Kortrijk         | Cercle Brugge       | 3-1   | Benteke 1-0, De Beule 2-0, Messoudi 3-0, Evens 3-1                 | 26                  | |
| 24/02/10 | 23       | Cercle Brugge       | Sporting Charleroi  | 1-0   | Iachtchouk 1-0                                                     | 29                  | Deze wedstrijd werd naar een latere datum verplaatst, omdat de bekerwedstrijd Anderlecht - Cercle op 23/01 gespeeld werd.                                |
| 27/02/10 | 28       | Cercle Brugge       | KRC Genk            | 1-0   | Foley 1-0                                                          | 32                  | |
| 06/03/10 | 26       | Cercle Brugge       | Sporting Lokeren    | 4-0   | Boi 1-0, Boi 2-0, Iachtchouk 3-0, Reynaldo 4-0                     | 35                  | Match oorspronkelijk op 13/02, werd toen afgelast door sneeuw.                                                                                           |
| 14/03/10 | 29       | KVC Westerlo        | Cercle Brugge       | 2-1   | Liliu 1-0, Foley 1-1, Mravac 2-1                                   | 35                  | |
| 21/03/10 | 30       | Cercle Brugge       | Sint-Truidense VV   | 3-1   | Sidibe 0-1, Nyoni 1-1, Vossen 2-1, Reynaldo 3-1                    | 38                  | |

#### Play-offs II, groep A
- Cercle eindigde 9de in de reguliere competitie, wat hen een ticket voor de Play-Offs II opleverde.[25]

| datum    | speeldag | thuisploeg       | bezoekers        | score | doelpunten                                                                                    | puntenaantal Cercle | opmerkingen |
| -------- | -------- | ---------------- | ---------------- | ----- | --------------------------------------------------------------------------------------------- | ------------------- | ----------- |
| 31/03/10 | 1        | Sporting Lokeren | Cercle Brugge    | 5-3   | Cornelis 0-1, Malki 1-1, Gueye 2-1, Foley 2-2, Overmeire 3-2, Šokota 4-2, Foley 4-3, Leko 5-3 | 0                   |             |
| 03/04/10 | 2        | Cercle Brugge    | KVC Westerlo     | 2-0   | Sergeant 1-0, Foley 2-0                                                                       | 3                   |             |
| 10/04/10 | 3        | KV Mechelen      | Cercle Brugge    | 1-0   | Gorius 1-0                                                                                    | 3                   |             |
| 14/04/10 | 4        | Cercle Brugge    | KV Mechelen      | 2-1   | Foley 1-0 (pen.), Biset 1-1, Iachtchouck 2-1                                                  | 6                   |             |
| 17/04/10 | 5        | KVC Westerlo     | Cercle Brugge    | 4-1   | Iakovenko 1-0, Annab 2-0, Van Kerckhoven 3-0 (pen.), Foley 3-1, Liliu 4-1                     | 6                   |             |
| 24/04/10 | 6        | Cercle Brugge    | Sporting Lokeren | 1-1   | Boi 1-0, Golan 1-1                                                                            | 7                   |             |

### Beker van België
| datum      | ronde              | thuisploeg       | bezoekers           | score | doelpunten                                                       | opmerkingen |
| ---------- | ------------------ | ---------------- | ------------------- | ----- | ---------------------------------------------------------------- | --- |
| 27-10-2009 | 1/16 finale        | Cercle Brugge    | Oud-Heverlee Leuven | 2-0   | Bozovic 1-0, Bozovic 2-0                                         | |
| 20-01-2010 | 1/8 finale         | SV Zulte Waregem | Cercle Brugge       | 1-3   | Van Eenoo 0-1, Foley 0-2, Roelandts 1-2 (pen.), Foley 1-3        | werd 3x afgelast |
| 23-01-2010 | 1/4 finale (heen)  | RSC Anderlecht   | Cercle Brugge       | 2-1   | Boussoufa 1-0 (pen.), Bozovic 1-1,Kouyaté 2-1                    | |
| 26-01-2010 | 1/4 finale (terug) | Cercle Brugge    | RSC Anderlecht      | 1-0   | Bozovic 1-0                                                      | De terugmatch ging initieel niet gespeeld worden, om de bekerkalender vlot te laten verlopen. Na protest van Cercle en Zulte-Waregem werd deze beslissing ingetrokken. |
| 17-03-2010 | 1/2 finale (heen)  | Cercle Brugge    | KSV Roeselare       | 3-0   | Vossen 1-0, Cornelis 2-0, Iachtchouk 3-0                         | Wedstrijd op 10/02 afgelast wegens de sneeuwval. |
| 26-03-2010 | 1/2 finale (terug) | KSV Roeselare    | Cercle Brugge       | 3-1   | Vossen 0-1 (pen.), Dissa 1-1, Huyghebaert 2-1, Kelhar 3-1 (o.g.) | |
| 15-05-2010 | Finale             | Cercle Brugge    | KAA Gent            | 0-3   | Coulibaly 1-0, Leye 2-0, Grondin 3-0                             | De finale werd gespeeld in het Koning Boudewijnstadion |